# Gunda variegata
Gunda variegata är en fjärilsart som beskrevs av George Francis Hampson. Gunda variegata ingår i släktet Gunda och familjen silkesspinnare. Inga underarter finns listade i Catalogue of Life.